# Habitatge al carrer Torres Amat, 20 (Sallent)
L'Habitatge al carrer Torres Amat, 20 és un edifici del municipi de Sallent (Bages) inclosa en l'Inventari del Patrimoni Arquitectònic de Catalunya.

## Descripció
L'edifici consta d'una planta baixa i dos pisos. La planta baixa té tres portals adovellats si bé un d'ells posteriorment es convertí en rectangular, i una porta d'accés als pisos superiors. La planta baixa, està coberta amb volta de canó de pedra, els pisos superiors ho són amb embigat. El segon pis fou aixecat en el segle xix. Originàriament eren dues cases totalment independents.

## Història
Fins fa pocs anys encara hi havia un taller de llançadores. Aquest edifici, juntament amb d'altres d'aquest carrer, va ser enderrocat i en el seu lloc ara hi ha un edifici de pisos modern.